# Lynne Thigpen
Lynne Thigpen, pseudonimo di Cherlynne Theresa Thigpen (Joliet, 22 dicembre 1948 – Marina del Rey, 12 marzo 2003), è stata un'attrice statunitense, nota soprattutto per aver dato voce alla Luna in Bear nella grande casa blu e per aver interpretato la segretaria e amica del comandante Jack Mannion, Ella Mae Farmer nella serie The District.
Ha recitato in diversi musical e opere di prosa a Broadway e nel resto degli Stati Uniti; per la sua interpretazione della dottoressa Judith Kaufman in An American Daughter vinse il Tony Award alla miglior attrice non protagonista in uno spettacolo nel 1997. Nel corso della sua carriera è stata candidata a sei Daytime Emmy Award.
È morta a 54 anni per un'emorragia cerebrale.

## Filmografia

### Cinema
- Godspell (Godspell: A Musical Based on the Gospel According to St. Matthew), regia di David Greene (1973)
- I guerrieri della notte (The Warriors), regia di Walter Hill (1979)
- Tootsie, regia di Sydney Pollack (1982)
- Strade di fuoco (Streets of Fire), regia di Walter Hill (1984)
- Sweet Liberty - La dolce indipendenza (Sweet Liberty), regia di Alan Alda (1986)
- Bentornato fantasma (Hello Again), regia di Frank Perry (1987)
- Vivere in fuga (Running on Empty), regia di Sidney Lumet (1988)
- Conta su di me (Lean on Me), regia di John G. Avildsen (1989)
- Doppia identità (Impulse), regia di Sondra Locke (1990)
- Bob Roberts, regia di Tim Robbins (1991)
- Vado a vivere a New York (Naked in New York), regia di Daniel Algrant (1993)
- Cronisti d'assalto (The Paper), regia di Ron Howard (1994)
- Un eroe fatto in casa (Blankman), regia di Damon Wayans (1994)
- La giusta causa (Just Cause), regia di Arne Glimcher (1995)
- Destini incrociati (Random Hearts), regia di Sydney Pollack (1999)
- Insider - Dietro la verità (The Insider), regia di Michael Mann (1999)
- L'uomo bicentenario (Bicentennial Man), regia di Chris Columbus (1999)
- Shaft, regia di John Singleton (2000)
- Novocaine, regia di David Atkins (2001)
- Terapia d'urto (Anger Management), regia di Peter Segal (2003)

### Televisione
- Lou Grant – serie TV, 1 episodio (1981)
- American Playhouse – serie TV, 2 episodi (1982-1983)
- Con affetto, tuo Sidney (Love, Sidney) – serie TV, 1 episodio (1983)
- La valle dei pini (All My Children) – serie TV, 6 episodi (1983-2000)
- La piccola grande Nell (Gimme a Break!) – serie TV, 3 episodi (1985-1986)
- Spenser (Spenser: For Hire) – serie TV, 1 episodio (1986)
- Ellen Burstyn Show – serie TV, 1 episodio (1987)
- Un giustiziere a New York (The Equalizer) – serie TV, 2 episodi (1987)
- Frank's Place – serie TV, 2 episodi (1988)
- Pappa e ciccia (Roseanne) – serie TV, 1 episodio (1989)
- In famiglia e con gli amici (Thirtysomething) – serie TV, 6 episodi (1989)
- ABC Afterschool Specials – serie TV, 2 episodi (1989-1993)
- FM – serie TV, 13 episodi (1989-1990)
- Hunter – serie TV, 1 episodio (1990)
- Caro John (Dear John) – serie TV, 1 episodio (1991)
- I Robinson (The Cosby Show) – serie TV, 1 episodio (1991)
- Avvocati a Los Angeles (L.A. Law) – serie TV, 10 episodi (1991-1992)
- Where in the World Is Carmen Sandiego? – programma televisivo, 196 puntate (1991-1995)
- Quando si ama (Loving) – serie TV, 1 episodio (1992)
- Law & Order - I due volti della giustizia (Law & Order) – serie TV, 3 episodi (1995-1999)
- Homicide – serie TV, 3 episodi (1997)
- Terra promessa (Promised Land) – serie TV, 1 episodio (1997)
- Cosby – serie TV, 2 episodi (1998)
- The District – serie TV, 66 episodi (2000-2003)

### Doppiaggio
- King of the Hill (1988)
- Bear nella grande casa blu (1997-2003)

## Doppiatrici italiane
In italiano Lynne Thigpen è stata doppiata da:
- Rita Savagnone in I Guerrieri della notte (The Warriors) e Novocaine
- Isabella Pasanisi in Tootsie
- Germana Dominici in Doppia identità

Da doppiatrice è stata sostituita da:
- Paila Pavese in Bear nella grande casa blu